# Here Comes the Hotstepper
Here Comes the Hotstepper (englisch für „Hier kommt der Hotstepper“) ist ein Lied des jamaikanischen Musikers Ini Kamoze, das im August 1994 erschien.

## Entstehung und Veröffentlichung
Das Lied wurde vom Interpreten selbst, zusammen mit den Koautoren A. Konley und Salaam Remi geschrieben. Das Stück enthält mehrere Samples aus folgenden Liedern: The Champ von The Mohawks (1968), Hot Pants von Bobby Byrd (1971), La Di Da Di Doug E. Fresh feat. Slick Rick (1985), den Bass aus Heartbeat von Taana Gardner (1981), die Gitarrenriffs aus Hung Up on My Baby von Isaac Hayes (1974), den markanten „Na-na-na“-Gesang
aus dem Lied Land of 1000 Dances von Chris Kenner (1962) und die Gesangsstrophe im ersten Refrain, das an Come Together von den Beatles (1969) angelehnt ist, die durch You Can’t Catch Me von Chuck Berry aus dem Jahr 1956 inspiriert wurde. Dadurch sind unter anderem auch Fats Domino, Chris Kenner und Kenton Nix Urheber von Here Comes the Hotstepper. Remi zeichnete zudem auch für die Produktion verantwortlich.
Die Erstveröffentlichung von Here Comes the Hotstepper erfolgte als Single am 18. August 1994 bei Columbia Records. Diese erschien unter anderem als 2-Track-CD-Single mit zwei Remixversionen (Katalognummer: 661047 1) sowie als CD-Maxi-Single mit insgesamt sechs verschiedenen Versionen des Liedes (Katalognummer: 661047 2). Im gleichen Jahr erschien das Lied als Teil des Soundtrackalbums zur Filmkomödie Prêt-à-Porter (Katalognummer: 478226 2). 1995 erschien das Lied als Teil von Kamozes sechsten Studioalbum Lyrical Gangsta (Katalognummer: 7559-61864-2).

## Musikvideo
Zu Here Comes the Hotstepper wurden zwei Musikvideos gedreht: Die Remixversion verwendete verschiedene Szenen aus dem Film Prêt-à-Porter. Im anderen Musikvideo bietet Kamoze das Lied zusammen mit ein paar anderen Leuten in einer Wohnkulisse dar. Zwischendurch werden Szenen von einer Verhaftung, brennenden Geldscheinen, einen rollenden Reifen, einer duschenden Frau, einer Zugfahrt und eines Stadtbummels eingeblendet.

## Rezeption
2005 stufte Blender Here Comes the Hotstepper auf Platz 492 ihrer Liste der „500 größten Songs seit du geboren wurdest“ ein.
Im Jahr 2017 landete es bei BuzzFeed auf Platz 46 der „101 größten Dance-Songs der 90er Jahre“ ein.
2019 stufte Billboard Here Comes the Hotstepper auf Platz 126 ihrer Liste der „Billboard’s Top Songs of the ’90s“ ein.
Das Time Out platzierte es im Juli 2023 auf Platz 67 ihrer „The 100 Best Party Songs Ever Made“ ein.

## Kommerzieller Erfolg

### Chartplatzierungen
| ChartsChartplatzierungen       | Höchstplatzierung | Wochen |
| ------------------------------ | ----------------- | ------ |
| Deutschland (GfK)              | 6 (23 Wo.)        | 23     |
| Österreich (Ö3)                | 6 (15 Wo.)        | 15     |
| Schweiz (IFPI)                 | 4 (23 Wo.)        | 23     |
| Vereinigte Staaten (Billboard) | 1 (30 Wo.)        | 30     |
| Vereinigtes Königreich (OCC)   | 4 (16 Wo.)        | 16     |

| ChartsJahrescharts (1995)      | Platzierung |
| ------------------------------ | ----------- |
| Deutschland (GfK)              | 29          |
| Österreich (Ö3)                | 26          |
| Schweiz (IFPI)                 | 18          |
| Vereinigte Staaten (Billboard) | 24          |
| Vereinigtes Königreich (OCC)   | 26          |

### Auszeichnungen für Musikverkäufe
| Land/Region                  | Auszeichnungen für Musikverkäufe (Land/Region, Auszeichnung, Verkäufe) | Verkäufe  |
| ---------------------------- | ---------------------------------------------------------------------- | --------- |
| Australien (ARIA)            | Platin                                                                 | 70.000    |
| Deutschland (BVMI)           | Gold                                                                   | (250.000) |
| Europa (IFPI)                | Platin                                                                 | 1.000.000 |
| Frankreich (SNEP)            | Silber                                                                 | (125.000) |
| Neuseeland (RMNZ)            | Platin                                                                 | 10.000    |
| Vereinigte Staaten (RIAA)    | 2× Platin                                                              | 2.000.000 |
| Vereinigtes Königreich (BPI) | Platin                                                                 | (600.000) |
| Insgesamt                    | 1× Silber · 1× Gold · 6× Platin ·                                      | 3.080.000 |

## Coverversionen
- 1995: Die Schlümpfe – Schlumpfenfasching (Album: Megaparty, Vol. 2)[1]
- 2004: Carsten Spengemann – Hier kommt der Abstepper (Album: Dschungelfieber)[1]
- 2005: Pachanga – Loco (Album: Recontra Locos Latinos)[1]
- 2011: Sexion d’Assaut – Qui t'as dit (Album: Les Chroniques du 75, Vol. 2)[1]
- 2012: MC Fitti – Whatsapper! (Album: Geilon)[1]
- 2016: DeSchoWieda – Do kummt da Schuahplattla (Album: Genau mei Weda)[1]